# 四国アイランドリーグplus個人タイトル獲得者一覧
四国アイランドリーグplus個人タイトル獲得者一覧（しこくアイランドリーグプラスこじんタイトルかくとくしゃいちらん）は、プロ野球独立リーグ、四国アイランドリーグplus及びその前身の四国アイランドリーグ、四国・九州アイランドリーグで個人タイトルを獲得した選手の一覧である。

## 野手タイトル
| 年度 | 首位打者           | 首位打者 | 最多本塁打                        | 最多本塁打 | 最多打点                          | 最多打点 | 最多盗塁                          | 最多盗塁 |
| ---- | ------------------ | -------- | --------------------------------- | ---------- | --------------------------------- | -------- | --------------------------------- | -------- |
| 2005 | 林真輝（愛媛）     | .322     | 山本健士（高知）                  | 6          | 山本健士（高知）                  | 46       | グレアム義季サイモン（徳島）      | 25       |
| 2006 | 堂上隼人（香川）   | .327     | 堂上隼人（香川）                  | 11         | 林真輝（愛媛）                    | 56       | 山本伸一（高知）                  | 36       |
| 2007 | 比嘉将太（愛媛）   | .334     | 丈武（香川）                      | 13         | 丈武（香川）                      | 55       | 三輪正義（香川）                  | 40       |
| 2008 | 西村悟（福岡）     | .317     | 丈武（香川）                      | 7          | 丈武（香川）                      | 52       | YAMASHIN（高知）                  | 53       |
| 2009 | 中村真崇（福岡）   | .361     | カラバイヨ（高知）                | 18         | カラバイヨ（高知）                | 76       | YAMASHIN（高知） 笠井要一（香川） | 41       |
| 2010 | 国本和俊（香川）   | .344     | 西村悟（愛媛）                    | 13         | 西村悟（愛媛）                    | 48       | 安田圭佑（高知）                  | 46       |
| 2011 | 古卿大知（愛媛）   | .372     | 迫留駿（高知）                    | 12         | リ・ミョンファン（香川）          | 54       | 流大輔（高知）                    | 33       |
| 2012 | 大井裕喜（愛媛）   | .349     | 金城雅也（愛媛）                  | 7          | ブレット（愛媛）                  | 46       | 水口大地（香川）                  | 37       |
| 2013 | 藤長賢司（愛媛）   | .349     | 桜井広大（香川）                  | 10         | 桜井広大（香川）                  | 59       | 髙田泰輔（愛媛）                  | 38       |
| 2014 | 大谷真徳（徳島）   | .340     | 中本翔太（香川）                  | 15         | 大谷真徳（徳島） 小林義弘（徳島） | 56       | 村上祐基（高知）                  | 31       |
| 2015 | 大木貴将（香川）   | .327     | 中川竜也（香川）                  | 12         | 松澤裕介（香川）                  | 43       | 大木貴将（香川）                  | 43       |
| 2016 | ポロ（愛媛）       | .329     | ホーキンス（徳島）                | 9          | 小林義弘（徳島）                  | 49       | 橋本球史（徳島）                  | 21       |
| 2017 | 古川敬也（愛媛）   | .383     | クリス（香川）                    | 9          | ポロ（愛媛） ザック（高知）       | 49       | 岡村瑞希（香川）                  | 22       |
| 2018 | 妹尾克哉（香川）   | .356     | ペレス（愛媛）                    | 10         | ペレス（愛媛） 安藤優作（高知）   | 44       | 岸潤一郎（徳島）                  | 38       |
| 2019 | 洸佑（高知）       | .326     | ヘイドーン（愛媛）                | 9          | ヘイドーン（愛媛）                | 36       | 平間隼人（徳島）                  | 43       |
| 2020 | 新城翔太（徳島）   | .329     | 小笠原康仁（愛媛）                | 7          | サンフォ・ラシィナ（高知）        | 30       | 新城翔太（徳島）                  | 21       |
| 2021 | 長谷部大器（高知） | .386     | 安西将揮（愛媛） 髙尾浩平（愛媛） | 6          | 佐藤靖剛（徳島）                  | 46       | 村川凪（徳島）                    | 40       |
| 2022 | 茶野篤政（徳島）   | .316     | 井上絢登（徳島）                  | 13         | 井上絢登（徳島） 仁木敦司（愛媛） | 41       | 押川魁人（香川）                  | 38       |
| 2023 | 坂口大輔（高知）   | .314     | 井上絢登（徳島）                  | 14         | 井上絢登（徳島）                  | 39       | 増田将馬（徳島）                  | 37       |
| 2024 | 浅井玲於（愛媛）   | .377     | 寺岡丈翔（徳島） 浅井玲於（愛媛） | 9          | 寺岡丈翔（徳島）                  | 65       | 古賀颯翔（高知）                  | 27       |

## 投手タイトル
| 年度 | 最優秀防御率                      | 最優秀防御率 | 最多勝利                                                            | 最多勝利 | 最多セーブ                          | 最多セーブ | 最多奪三振       | 最多奪三振 |
| ---- | --------------------------------- | ------------ | ------------------------------------------------------------------- | -------- | ----------------------------------- | ---------- | ---------------- | ---------- |
| 2005 | 松尾晃雅（香川）                  | 1.30         | 伊藤秀範（香川）                                                    | 12       | 赤井志郎（高知）                    | 19         | 西山道隆（愛媛） | 168        |
| 2006 | 深沢和帆（香川）                  | 1.01         | 相原雅也（高知）                                                    | 17       | 上里田光正（高知） 小林憲幸（徳島） | 11         | 浦川大輔（愛媛） | 174        |
| 2007 | 近平省悟（愛媛）                  | 1.00         | 松尾晃雅（香川） 梶本達哉（愛媛）                                   | 15       | 天野浩一（香川）                    | 13         | 松尾晃雅（香川） | 159        |
| 2008 | 上里田光正（高知）                | 1.05         | 西川徹哉（高知）                                                    | 17       | 上里田光正（高知）                  | 22         | 西川徹哉（高知） | 116        |
| 2009 | ゲレロ（徳島）                    | 1.69         | 吉川岳（高知） 森辰夫（福岡）                                       | 14       | 角野雅俊（福岡）                    | 18         | 吉川岳（高知）   | 136        |
| 2010 | 前川勝彦（香川）                  | 1.36         | 髙尾健太（香川）                                                    | 15       | 橋本亮馬（香川）                    | 18         | 髙尾健太（香川） | 128        |
| 2011 | 岩根成海（徳島）                  | 0.68         | 大川学史（徳島） 髙尾健太（香川）                                   | 15       | 富永一（徳島）                      | 18         | 髙尾健太（香川） | 129        |
| 2012 | 小林憲幸（愛媛）                  | 1.91         | 山野恭介（香川）                                                    | 16       | マエストリ（香川）                  | 12         | 小林憲幸（愛媛） | 163        |
| 2013 | 小林憲幸（愛媛）                  | 1.59         | 又吉克樹（香川）                                                    | 13       | シレット（徳島）                    | 21         | 井川博文（高知） | 149        |
| 2014 | 正田樹（愛媛）                    | 1.02         | 入野貴大（徳島）                                                    | 16       | バレンティン（愛媛）                | 13         | 寺田哲也（香川） | 145        |
| 2015 | 正田樹（愛媛）                    | 0.74         | 小林憲幸（愛媛）                                                    | 9        | 阿部直晃（愛媛）                    | 11         | 福永春吾（徳島） | 106        |
| 2016 | ガルシア（徳島）                  | 1.31         | 松本英明（高知）                                                    | 9        | 平良成（高知）                      | 13         | 福永春吾（徳島） | 81         |
| 2017 | 正田樹（愛媛）                    | 1.38         | 岡部峻太（高知）                                                    | 10       | 羅國華 （高知）                     | 9          | 原田宥希（香川） | 110        |
| 2018 | 原田宥希（香川）                  | 1.47         | 秀伍（香川）                                                        | 8        | 原田宥希（香川）                    | 16         | 秀伍（香川）     | 110        |
| 2019 | 上間永遠（徳島）                  | 1.40         | ガルシア（高知） 竹内裕太（徳島）                                   | 8        | 又吉亮文（香川）                    | 13         | 石井大智（高知） | 122        |
| 2020 | 歳内宏明（香川）                  | 0.42         | 戸田懐生（徳島） 萩原拓光（愛媛）                                   | 9        | 平間凛太郎（高知）                  | 18         | 戸田懐生（徳島） | 139        |
| 2021 | 藤井皓哉（高知）                  | 1.12         | 山崎勝也（高知） 近藤壱来（香川）                                   | 15       | 平間凛太郎（高知）                  | 14         | 藤井皓哉（高知） | 180        |
| 2022 | 平間凛太郎（高知）                | 1.59         | 平間凛太郎（高知）                                                  | 9        | 秋田有輝（高知）                    | 17         | 近藤壱来（香川） | 134        |
| 2023 | 藤田淳平（徳島） 池戸昇太（徳島） | 1.51         | 釜谷竜哉（高知） 河合幸輝（香川）                                   | 8        | 秋田有輝（高知）                    | 13         | 田島和礼（愛媛） | 102        |
| 2024 | 川口冬弥（徳島）                  | 1.37         | 中込陽翔（徳島） 工藤泰成（徳島） 石川槙貴（徳島） 窪田寛之（愛媛） | 8        | 川口冬弥（徳島）                    | 7          | 加藤翔汰（高知） | 116        |

## ベストナイン
| 年度 | 投手                | 捕手                | 一塁手                    | 二塁手              | 三塁手              | 遊撃手              | 外野手                      | 外野手                      | 外野手                        | 指名打者            |
| ---- | ------------------- | ------------------- | ------------------------- | ------------------- | ------------------- | ------------------- | --------------------------- | --------------------------- | ----------------------------- | ------------------- |
| 2005 | 西山道隆 （愛媛）   | 宮本裕司 （高知）   | 山本健士 （高知）         | 中谷翼 （愛媛）     | 林真輝 （愛媛）     | 杭田考平 （高知）   | 八木裕章 （香川）           | 金谷良太 （徳島）           | グレアム義季サイモン （徳島） | ----                |
| 2006 | 相原雅也 （高知）   | 堂上隼人 （香川）   | 若林春樹 （香川）         | 近藤智勝 （香川）   | 林真輝 （愛媛）     | 國信貴裕 （高知）   | 山本伸一 （高知）           | 国本和俊 （香川）           | 西村悟 （徳島）               | 山本健士 （高知）   |
| 2007 | 松尾晃雅 （香川）   | 堂上隼人 （香川）   | 丈武 （香川）             | 比嘉将太 （愛媛）   | 檜垣浩太 （愛媛）   | 近藤智勝 （香川）   | 梶田宙 （高知）             | 大島慎伍 （愛媛）           | 近藤洋輔 （香川）             | 古卿大知 （高知）   |
| 2008 | 西川徹哉 （高知）   | 堂上隼人 （香川）   | 林真輝 （高知）           | 近藤智勝 （香川）   | 荒川大輔 （福岡）   | 國信貴裕 （福岡）   | 西村悟 （福岡）             | YAMASHIN （高知）           | 町田雄飛 （長崎）             | 金井雄一郎 （香川） |
| 2009 | 吉川岳 （高知）     | 荒張裕司 （徳島）   | 中村真崇 （福岡）         | 松井宏次 （長崎）   | 近藤智勝 （香川）   | 西本泰承 （高知）   | 末次峰明 （長崎）           | YAMASHIN （高知）           | 笠井要一 （香川）             | カラバイヨ （高知） |
| 2010 | 前川勝彦 （香川）   | 山村裕也 （徳島）   | 中村真崇 （香川）         | 国本和俊 （香川）   | 村上祐基 （高知）   | 大原淳也 （香川）   | 安田圭佑 （高知）           | 西村悟 （愛媛）             | 神谷厚毅 （徳島）             | 根鈴雄次 （長崎）   |
| 2011 | 大川学史 （徳島）   | 山村裕也 （徳島）   | リ・ミョンファン （香川） | 國信貴裕 （徳島）   | 国本和俊 （香川）   | 亀澤恭平 （香川）   | 島袋翔伍 （香川）           | 陽耀華 （愛媛）             | 中村真崇 （香川）             | 古卿大知 （愛媛）   |
| 2012 | 山野恭介 （香川）   | 星野雄大 （香川）   | ブレット （愛媛）         | 水口大地 （香川）   | 藤長賢司 （愛媛）   | 村上祐基 （高知）   | 島袋翔伍 （香川）           | 大井裕喜 （愛媛）           | 髙田泰輔 （愛媛）             | 桜井広大 （香川）   |
| 2013 | 又吉克樹 （香川）   | 小野知久 （徳島）   | 大谷龍次 （徳島）         | 藤長賢司 （愛媛）   | 松嶋亮太 （徳島）   | 東弘明 （徳島）     | 大谷真徳 （徳島）           | 河田直人 （高知）           | 髙田泰輔 （愛媛）             | 桜井広大 （香川）   |
| 2014 | 入野貴大 （徳島）   | 小野知久 （徳島）   | 中本翔太 （香川）         | 藤長賢司 （愛媛）   | 松嶋亮太 （徳島）   | 村上祐基 （高知）   | 吉村旬平 （徳島）           | 河田直人 （高知）           | 髙田泰輔 （愛媛）             | 大谷真徳 （徳島）   |
| 2015 | 正田樹 （愛媛）     | 赤松幸輔 （香川）   | コルビー （愛媛）         | 大木貴将 （香川）   | 原口翔 （香川）     | 松嶋亮太 （徳島）   | 松澤裕介 （香川）           | 鷲谷綾平 （徳島）           | 中川竜也 （香川）             | 小林義弘 （徳島）   |
| 2016 | 松本英明 （高知）   | 鶴田都貴 （愛媛）   | 小林義弘 （徳島）         | 吉田圭志 （愛媛）   | ポロ （愛媛）       | 大城優太 （高知）   | 林敬宏 （愛媛）             | 橋本球史 （徳島）           | 板倉寛樹 （香川）             | ザック （高知）     |
| 2017 | 伊藤翔 （徳島）     | 垂井佑樹 （徳島）   | クリス （香川）           | 四ツ谷良輔 （愛媛） | ザック （高知）     | 瀬口拓也 （徳島）   | 古川敬也 （愛媛）           | 岡村瑞希 （香川）           | 安藤優作 （高知）             | 小林義弘 （徳島）   |
| 2018 | 原田宥希 （香川）   | 安藤優作 （高知）   | ヘイドーン （愛媛）       | 岡村瑞希 （香川）   | 加藤次郎 （香川）   | 妹尾克哉 （香川）   | ペレス （愛媛）             | 宮田孝将 （高知）           | 岸潤一郎 （徳島）             | ジェフン （徳島）   |
| 2019 | 上間永遠 （徳島）   | 三好一生 （香川）   | ヘイドーン （愛媛）       | 平間隼人 （徳島）   | 中村道太郎 （香川） | 岸潤一郎 （徳島）   | 宋皞均 （香川）             | 白方克也 （香川）           | 太田直哉 （愛媛）             | 宮田孝将 （高知）   |
| 2020 | 戸田懐生 （徳島）   | 佐々木裕弥 （徳島） | 小笠原康仁 （愛媛）       | 宝楽健吾 （香川）   | 安田寿明 （高知）   | 中村道太郎 （香川） | 宋皞均 （香川）             | サンフォ・ラシィナ （高知） | 勝岡静也 （高知）             | 新城翔太 （徳島）   |
| 2021 | 山崎勝也 （高知）   | 大原拓光 （高知）   | 長谷部大器 （高知）       | 佐藤靖剛 （徳島）   | 冨田慎太郎 （香川） | 望月涼太 （香川）   | サンフォ・ラシィナ （高知） | 宇佐美真太 （徳島）         | 堀北彰人 （香川）             | 川上智也 （香川）   |
| 2022 | 平間凛太郎 （高知） | 丹治崇人 （徳島）   | 山田倫 （高知）           | 大城雄一郎 （愛媛） | 冨田慎太郎 （香川） | 仁木敦司 （愛媛）   | 井上絢登 （徳島）           | 茶野篤政 （徳島）           | 有田諒嘉 （高知）             | 押川魁人 （香川）   |
| 2023 | 河合幸輝 （香川）   | 嶋村麟士朗 （高知） | 山崎雅史 （愛媛）         | 柏木寿志 （徳島）   | 宇都宮葵星 （愛媛） | 河野聡太 （愛媛）   | 井上絢登 （徳島）           | 増田将馬 （徳島）           | 坂口大輔 （高知）             | 浅井玲於 （愛媛）   |
| 2024 | 石川槙貴 （徳島）   | 矢野泰二郎 （愛媛） | 島原大河 （愛媛）         | 漆原幻汰 （愛媛）   | 柏木寿志 （徳島）   | 加藤響 （徳島）     | 寺岡丈翔 （徳島）           | 上野雄大 （愛媛）           | 浅井玲於 （愛媛）             | 嶋村麟士朗 （高知） |

## 最優秀選手賞 (MVP)
- 2019年以降は2シーズン制の年も前期・後期MVPの表彰はなし。
- リーグ表彰とは別枠で実施されている「四国4県知事連携MVP」は含めない。

| 年度 | 年間MVP            | 前期MVP            | 後期MVP            |
| ---- | ------------------ | ------------------ | ------------------ |
| 2005 | 宮本裕司（高知）   | ----               | ----               |
| 2006 | 堂上隼人（香川）   | 高梨篤（高知）     | 堂上隼人（香川）   |
| 2007 | 松尾晃雅（香川）   | 丈武（香川）       | 堂上隼人（香川）   |
| 2008 | 塚本浩二（香川）   | 塚本浩二（香川）   | 大島慎伍（愛媛）   |
| 2009 | 吉川岳（高知）     | 末次峰明（長崎）   | 吉川岳（高知）     |
| 2010 | 前川勝彦（香川）   | 野原慎二郎（高知） | 西村悟（愛媛）     |
| 2011 | 大川学史（徳島）   | 松嶋亮太（徳島）   | 冨田康祐（香川）   |
| 2012 | 山野恭介（香川）   | 島袋翔伍（香川）   | 大井裕喜（愛媛）   |
| 2013 | 大谷真徳（徳島）   | 又吉克樹（香川）   | 岩根成海（徳島）   |
| 2014 | 入野貴大（徳島）   | 入野貴大（徳島）   | 正田樹（愛媛）     |
| 2015 | 正田樹（愛媛）     | 赤松幸輔（香川）   | 東風平光一（愛媛） |
| 2016 | ポロ（愛媛）       | デニング（愛媛）   | ポロ（愛媛）       |
| 2017 | 伊藤翔（徳島）     | 伊藤克（徳島）     | クリス（香川）     |
| 2018 | 原田宥希（香川）   | 原田宥希（香川）   | 河津大樹（愛媛）   |
| 2019 | 竹内裕太（徳島）   | ----               | ----               |
| 2020 | 戸田懐生（徳島）   | ----               | ----               |
| 2021 | 近藤壱来（香川）   | ----               | ----               |
| 2022 | 平間凛太郎（高知） | ----               | ----               |
| 2023 | 井上絢登（徳島）   | ----               | ----               |
| 2024 | 寺岡丈翔（徳島）   | ----               | ----               |